# سوء استدارة العظام
تعود سوء استدارة العظام إلى الحالة التي نتج عنها التئام العظم لمحاذاة دورانية من جزء من العظم أو من عظم آخر، والتي عادة تحدث نتيجة لمضاعفات جراحية بعد الكسر عندما يكون هناك تسمير داخل النخاع، خاصة في عظام الفخذ والساق، وأيضا قد يحدث وراثيا عند الولادة، وغالبا ما يتم تجنب شدة هذه المضاعفات وذلك بسبب تعقيدها في الكشف والعلاج ومع ذلك إن بقيت دون معالجة ستؤثر بشكل كبير على وظائف الجسم وأيضا ستؤدي إلى حدوث التهاب المفاصل الحاد.
أصبح الكشف عبر التاريخ أكثر تقدمًا ودقة، بدءًا من التقييم السريري إلى الموجات فوق الصوتية إلى التصوير المقطعي المحوسب (CT) ، أما العلاج فيمكن أن يشمل قطع العظام وهو إجراء جراحي يتم فيه قطع العظام وإعادة ترتيبها بشكل صحيح أو بطرق تعويضية حيث يتعلم الأفراد تدوير أطرافهم داخليا أو خارجيًا لتعويض الدوران.
في الوقت الحالي، يتم إجراء العديد من الأبحاث للتقليل من حدوث سوء الاستدارة بما في ذلك التقدير المفصلي على الحاسوب لتحسين الدقة البصرية أثناء عملية الجراحة.

## الأسباب
يمكن أن ينشأ سوء استدارة العظام وراثياً خلال فترة نمو الجنين، ولكن الأكثر شيوعًا حدوثه بعد إجراء عملية جراحية للعظم نتيجة إصابته بالكسر وهذه العملية عبارة عن تسمير داخل النخاع، وهو إدخال قضبان معدنية ومسامير لتثبيت العظام، مما يؤدي عدم نجاحها حدوث سوء الاستدارة.
ويُستخدم التسمير على نطاق واسع لأنه يتضمن جراحة بسيطة حيث يسبب اضطراباً قليلاً في الورم الدموي للكسر، وأيضا يسمح بعودة وظائف الجسم سريعاً للمريض بعد الجراحة.
ونظرا لطبيعتها الشبه مغلقة داخل النخاع فإنه من المستحيل التصحيح من خلال الرؤية المباشرة، لذلك هناك تحكم دوراني أقل مقارنة بالطرق التقليدية المفتوحة كتثبيت الصفيحة، لذلك نجد في العديد من حالات التسمير داخل النخاع يكون العظم غير متوازن مما يسبب إعادة نمو غير صحيحة.
يعد هذا الخطأ الالتوائي مشكلة رئيسية لكسور عظام الفخذ والساق ويحدث للمرضى الذين يخضعون لهذه العمليات الجراحية بنسبة 17% إلى 35% وترتفع لتصل إلى 40% لمرضى كسر الفخذ.
يعتبر سوء استدارة الفخذ الأكثر خطرا، حيث أنه قد تسبب هذه الأخطاء تشوهات شكلية، وفي الوقت نفسه ربما تؤدي إلى مشاكل جسدية شديدة.
تاريخيا، حدث سوء استدارة العظام بسبب الافتقار إلى تدابير علاجية مناسبة حيث أن طرق التثبيت مثل الشدّ، والصبّ، والمسامير الغير مغلقة تقدم استقرار التوائي ضعيف.
في الوقت الحالي، أدى استخدام التسمير المغلق داخل النخاع إلى التقليل من حدوث عدم الاتساق الدوراني أثناء التئام الكسر، ومع ذلك لا يزال سوء استدارة الفخذ الأكثر انتشارا وذلك بسبب عدم ثقة الجراح في قدرته أثناء العملية على استعادة محاذاة العظم كما كان قبل الإصابة.
لذلك، من الضروري الانتباه بشكل كبير إلى التفاصيل خلال فترة العملية لتجنب حدوث مثل هذه المضاعفات عند إغلاق التسمير داخل النخاع.
إن استخدام تقنيات التقييم الإشعاعي والسريري للمقارنة مع أحد الأطراف المصابة قد تساعد في منع حدوث سوء استدارة العظام، ولكن قد تكون هذه الأساليب صعبة وغير دقيقة للتقييم وهذا هو السبب في أن حدوث هذه المضاعفات شائع جداً.

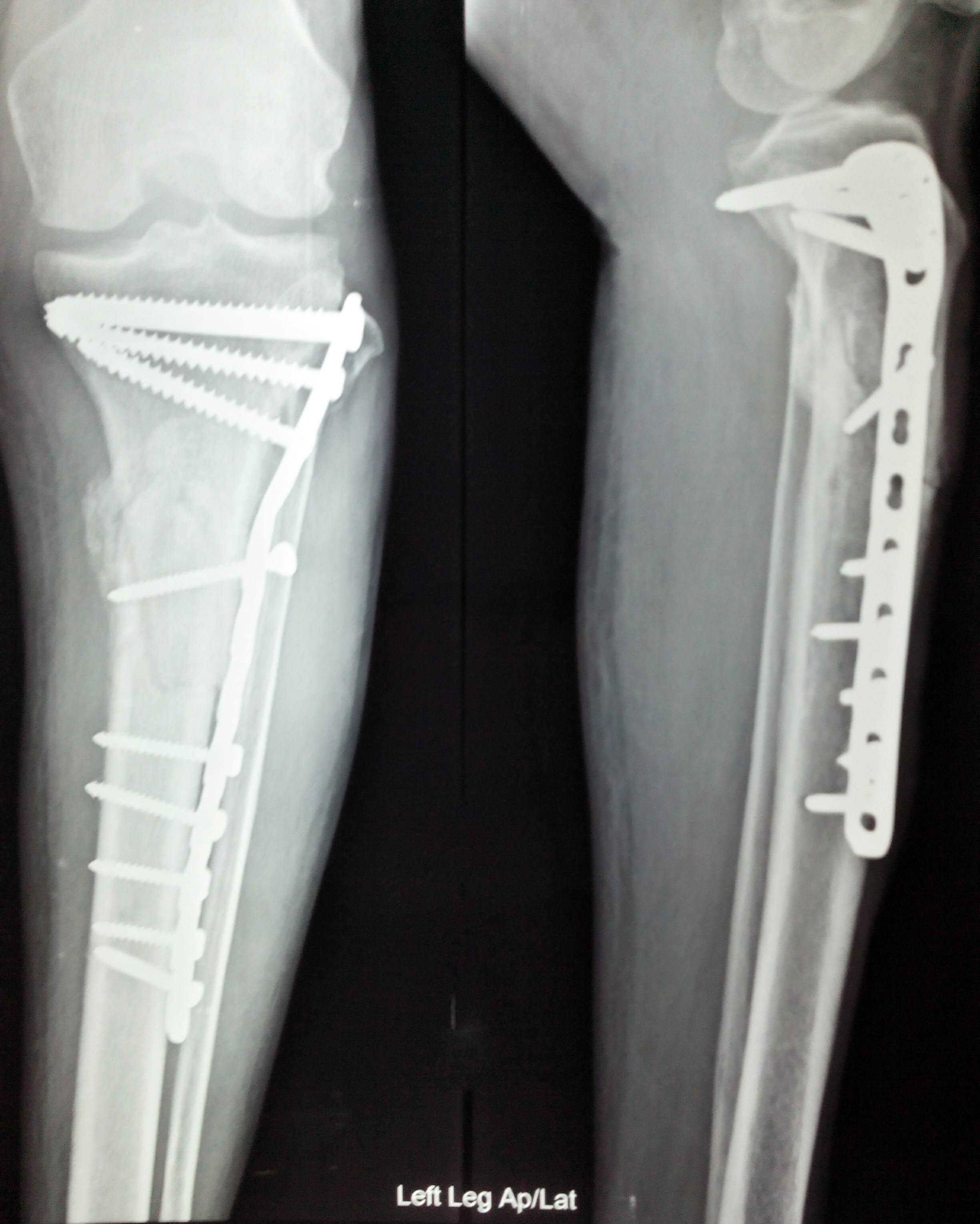
أشعة سينية للتسمير داخل النخاع في كسر عظم الساق

## التشخيص
إن من الصعوبة تشخيص الخلل الدوراني في العظم بعد العملية وتقييمه، لذا طورت العديد من المنهجيات في ذلك.

## التقييم السريري
التقييم السريري والملاحظة هي إحدى المنهجيات، ومع ذلك فهي غير موثوقة وقد تؤدي إلى حدوث المضاعفات.
بالنسبة إلى سوء استدارة الفخذ والساق، فإن العديد من الجراحين يستخدمون كاحل أو رضفة المريض لمواءمتهم بشكل متناسق مع الجانب المصاب أو على سطح العظم، لكن هذه الطريقة لا تلقي اعتبارا لموضع الجزء القريب والذي يمكن أن يتحرك خلال فترة محاولات الاختزال.
إن من أجل قياس عدم اتساق عظم الفخذ، يقارن العديد من الأطباء الدوران الداخلي والخارجي لكلا الفخذين عندما يكون المريض مستلقيا أو منبطحا ويشير التغيير في نطاق حركة المريض إلى سوء الاستدارة، في حين أن التقييم السريري يمكن أن يشير مباشرا إلى ذلك، إلا أنه عادة ما يشير إلى قياسات غير دقيقة لدرجة عدم الاتساق، لذا لا يمكن الاعتماد عليه في تحديد التأثيرات المحتملة وطرق العلاج اللازمة.

## التصوير الاشعاعي
ومن الطرق الأخرى المستخدمة أحيانا للتشخيص هو التصوير الاشعاعي، ومع ذلك فهو غير دقيق تماما كما أنه يتطلب وضع صعب للمريض لتحديد مدى تشوه الدوران.
تعود هذه الصعوبة إلى وجوب تقييد حركة المريض حيث قد تظهر تشوهات بعدها وألم شديد.
لتحديد مستوى سوء استدارة الفخذ باستخدام هذه الطريقة، يجب عمل اثنان من الصور الاشعاعية للحوض ولأعلى الساقين بداية من المنظور الأمامي الخلفي (AP) والذي يبين درجة الاختلاف بين عنق الفخذ وعظم الفخذ، ومن جهة أخرى حيث يتم ثني الوركين والركبتين للزاوية الصحيحة والتي تحدد مقاومة التآكل.
يتم استخدام كل من هذه الصور الشعاعية لحساب زاوية انقلاب عنق الفخذ.

## الموجات فوق الصوتية
يمكن أيضا استخدام الموجات فوق الصوتية لقياس سوء استدارة العظام، والتي تعتبر موثوقة للغاية.
تتمثل المشكلة الرئيسية في استخدام الموجات فوق الصوتية في أنها تعتمد كثيرًا على مهارات فني الموجات فوق الصوتية وبالتالي لا تستخدم على نطاق واسع.
تتم عملية قياس سوء استدارة الفخذ باستخدام الموجات فوق الصوتية بتثبيت الفخذين بشكل متماثل بينما يتم قياس درجة الدوران في عظم الفخذ.
تتطلب هذه الطريقة وضعية دقيقة للمريض لقياس أي تشوه بشكل صحيح.

## أشعة الرنين المغناطيسي
أيضا يمكن استخدام أشعة الرنين المغناطيسي كطريقة أخرى لتحديد سوء استدارة العظام والتي ثبت أنها موثوقة وفعّالة في ذلك، ولكنها لا تتوفر بسهولة مثل الأشعة المقطعية كما أنها مكلفة للغاية وتستغرق وقتا طويلا.

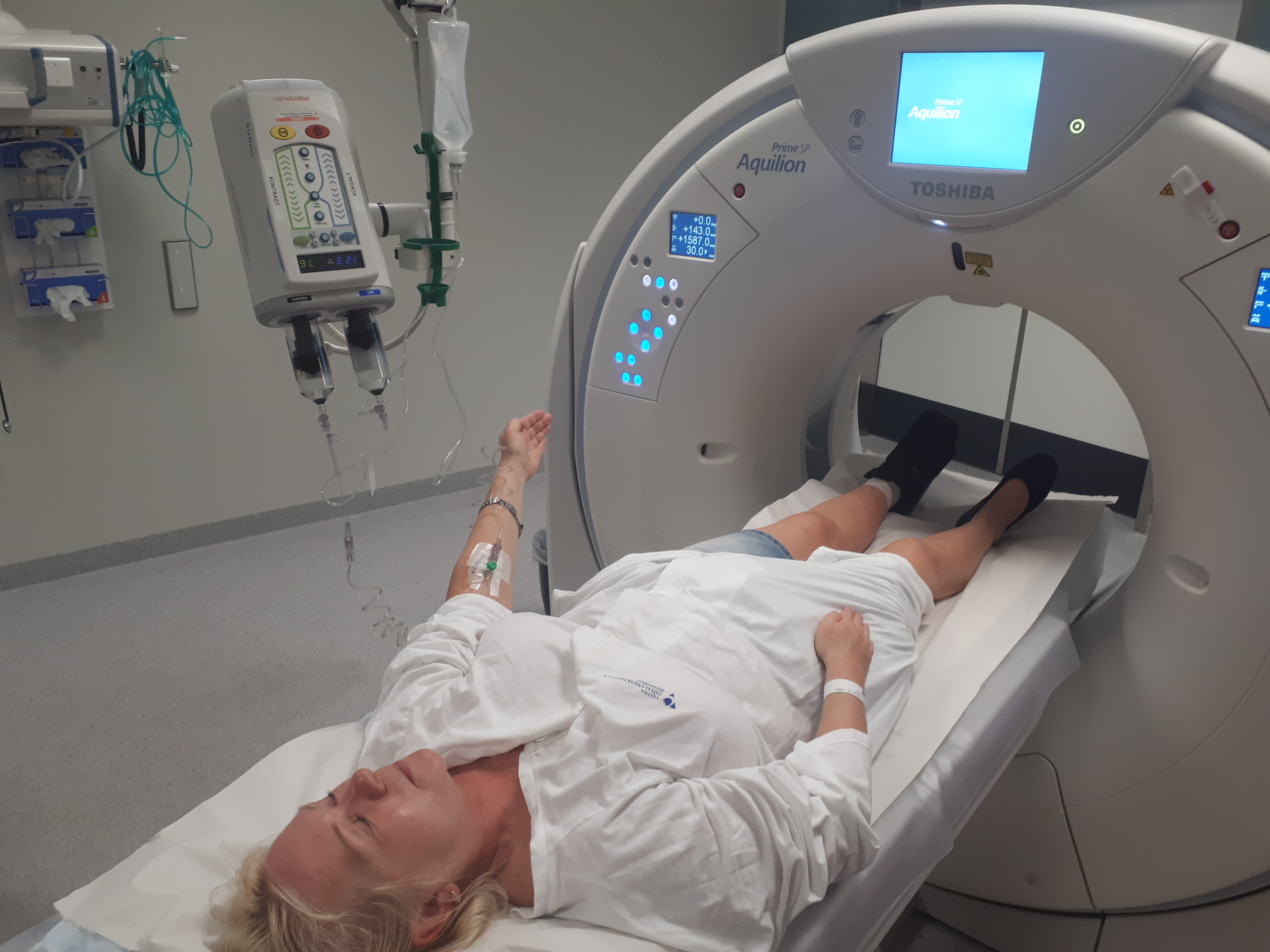
صورة لشخص يجري أشعة المقطعية

## الأشعة المقطعية
إن الممارسة الأساسية المستخدمة للكشف عن سوء استدارة العظام هي عمليات التصوير المقطعي المحوسب، وذلك لأنها تكون قادرة على تحديد نسبة عدم الاتساق الدوراني تماما، كما أنها تعتبر موثوقة ومستخدمة للغاية بسبب قابليتها لاستعادة النتائج.
بالنسبة لسوء استدارة الفخذ، فإنه يشمل قياسات الأطباء للزاوية بين خط محور الفخذ وبين خط عرضي لِلُقمة الفخذ. ويحدد فرق الزاوية بين الجانب المصاب والغير مصاب درجة سوء الاستدارة.
تشير الزيادة في انقلاب عنق الفخذ للجانب المصاب إلى الدوران الداخلي، والعكس حيث أن النقص يعني حدوث دوران خارجي.
ومن المميزات الأخرى للتصوير المقطعي المحوسب هي أن وضعية المريض لا تؤثر على دقة قياس التواء الفخذ بعكس التصوير الشعاعي والموجات فوق الصوتية. ومع ذلك، قد تحدث قياسات غير دقيقة في التصوير المقطعي المحوسب التي ترتبط في الغالب بصعوبة رسم خطوط واضحة ودقيقة على طول عنق الفخذ داخل الصورة.
لتجنب هذا الخطأ، هناك حاجة إلى تحسين دقة الخط المرسوم ويمكن إصلاح ذلك باستخدام الإسقاط المتراكب متعدد الصور للصور المقطعية حيث يمكن رسم قياسات أكثر دقة.

## التأثيرات
في حين أنه يمكن التغاضي عن سوء استدارة العظام في أغلب الحالات إلا أنه لا يزال يسبب آثارا حادة على وظائف الجسم لبعض المرضى.
تعتبر كسور الساق أكثر كسور العظام الطويلة شيوعاً، إلا أن حدوث سوء الاستدارة في عظم الفخذ قد يسبب تأثيرات كبيرة على وظائف الجسم.
إذا لم يتم علاج سوء استدارة الفخذ، يمكن أن يسبب اضطرابا كبيرا في المشي وضغطا شديدا على مفصل الورك.
إن لسوء استدارة الفخذ، خاصة في موضع منتصف الكسر، تأثير على محور الساق كاملا مما يؤدي إلى إبعاد مركز القوة في الركبة عن موضعها المحايد، وبالتالي فإن له تأثيرا كبيرا على المحور الميكانيكي وناقلات القوة داخل الركبة.
هذا قد يسبب ألما في الورك والركبة وتكون حركة المرضى مقيدة مما قد يضعف وظائفهم خاصة في الأنشطة الصعبة جسديا، مثل صعود الدرج والركض، وهذا بحد ذاته قد يؤثر على الحالة النفسية للمريض إذ أنه قد لا يستطيع جسديا على القيام بالأشياء التي يريدها أو يحتاجها مثل العمل الشاق، أو الأنشطة الترفيهية، أو بناء أسرة مما يؤثر على صحته النفسية.
يمكن أن يسبب سوء استدارة الفخذ قدما مستديرة بشكل غير طبيعي حيث ترتبط زاوية قدم الشخص مباشرة بزاوية عظم الفخذ.
وأيضا هناك نتيجة أخرى لسوء استدارة الفخذ على المدى الطويل إذا لم يتم علاجه وهي حدوث التهاب المفاصل التنكسي للورك والركبة.
يحدث التهاب المفاصل نتيجة لوجود ارتباط مثبت بين خطأ الدوران، وانحراف المحور، وبين التهاب مفاصل الركبة والورك.
ومع ذلك، تعتمد شدة التهاب المفاصل على النسبة المئوية لسوء الاستدارة.
في حين أن معظم مشاكل سوء الاستدارة حدثت أثناء عملية الجراحة، إلا أن المرضى الذين يعانون من اختلاف سوء الاستدارة مقارنة بالجانب السليم بـ 10 درجات أو أقل نادرا ما يشتكون من أي مشكلة، ولكن وُجد أن المرضى الذين لديهم نسبة الاختلاف أكثر من 15 درجة يعانون من مشكلات ملحوظة، أما لمن هم أعلى من 30 درجة فنتج عنهم مشاكل خطيرة.
عادة ما يكون سوء استدارة الفخذ الخارجي أفضل في القدرة على التحمل من الداخلي، ومع ذلك هناك دراسات قديمة وجدت عكس ذلك تماما مما يدل على الحاجة إلى المزيد من البحث في هذا المجال.

## العلاج
هناك طريقتان رئيسيتان للعلاج، إما الجراحة التصحيحية لإصلاح سوء الاستدارة أو الطرق التعويضية حيث يتعلم المرضى تعويض أي سوء استدارة عند المشي.

## الطرق التعويضية
إن العديد من الناس الذين يعانون من سوء استدارة العظام، مثل سوء استدارة الفخذ، قادرون وظيفيا على تحمل وتعلم الطرق التعويضية كتعديل أطرافهم داخليا أو خارجيا.
سيكون باستطاعة المرضى التعويض حتى لو أن الدوران غير متسق بشكل كبير عندما يكونون نشيطين، ومع ذلك، فإن سوء استدارة الفخذ أصعب في التعويض والبقاء على طرق العلاج الغير جراحية.
إن المرضى الذين يعانون من سوء استدارة الفخذ بنسبة أقل من 15 درجة تكون شكواهم أقل من الذين تكون نسبتهم أعلى، إلا أن العديد من المرضى لديهم القدرة على التحمل بشكل جيد.

## قطع العظام
في الحالات الشديدة، يمكن علاج الخلل عن طريق قطع العظم وهو إجراء جراحي كبير.
يمكن تنفيذه حول التركيبات الموجودة داخل النخاع ولكنه عادة يتطلب قطع عظام تحت المدورين وهو نهج جراحي غزوي يتم فيه قطع العظام وإعادة تنظيمها.
إن من المهم اكتشاف عمل هذا الإجراء باكرا وذلك قبل أن يتصلب الجلد، وبالتالي يجب تقييم سوء الاستدارة لدى المرضى في وقت مبكر بعد الجراحة، فإن عُثر على تشوهات يجب عمل تصوير مقطعي محوسب لها.
يعد القياس الصحيح للخلل في العظام باستخدام التصوير المقطعي المحوسب أمرا مهما عند رؤية عمليات قطع العظام في إصلاح تشوهات الدوران، حيث أن الاختلافات الالتوائية الأقل من 15 درجة غالبا ما يتم تعويضها بسهولة دون الحاجة للتدخل الجراحي.
لذا يجب تجنب الجراحة التصحيحية، إذا لم تكن ضرورية، لأن تثبيت المسامير في الفخذ للمرة الثانية يؤدي إلى معدلات أعلى من المشاكل مثل العدوى، أو عدم الاتحاد، أو زعزعة استقرار المسامير بسبب تداخل الثقوب للمسامير المتشابكة.

## المزيد من الأبحاث
حديثا، هناك اهتمام محدود في مجال سوء استدارة العظام والبحث في طرق أكثر دقة وذلك بسبب تعقد هذه المشكلة.
في حين أن التصوير المقطعي المحوسب مفيد جدا في تحديد درجة سوء استدارة العظم بعد إجراء الجراحة، إلا أن الأبحاث في كيفية منع حدوث التشوهات كليًا أثناء عملية الجراحة لا تزال جارية.
يعتبر التصوير المقطعي غير عملي أثناء إجراء العملية وذلك بسبب التكلفة العالية، وصعوبة نقل المعدات، وأيضا زيادة التعرض للإشعاع.
وبالتالي، فإن أحد المجالات التي يتم البحث فيها هو التقدير عبر الحاسوب، والذي يمكن استخدامه أثناء العمليات الجراحية لمنع مشاكل عدم الاتساق. تتطابق الجراحة باستخدام الحاسوب (CAS) مع تشريح المريض ببيانات الصورة المنشأة بالكشف الفلوري قبل أو أثناء الجراحة، وذلك باستخدام إشارات الأشعة تحت الحمراء المكتشفة من خلال الكاميرا.
بعد ذلك، يقوم الحاسوب بحساب موضع كل مكون وإنشاء صورة مرئية لمواقعها على الشاشة. ونتيجة لذلك، فيما يتعلق بتشريح المريض، يستطيع الجراح ضبط موضع الأدوات الجراحية في الوقت الفعلي ويقوم بإجراء العملية وفقا لذلك.
أيضا يمكن للجراح تخطيط التعديل الالتوائي والتحكم في تقليل نسبة الكسر وإدخال المسامير على شاشة اللمس.
في الوقت الحالي، قد يستغرق هذا التنقل مزيدا من الوقت أثناء عملية الجراحة لذا أحيانا يعتبر غير ضروري في العمليات الجراحية العاجلة، ولكن خطورة سوء استدارة العظم قد تزداد بشكل كبير إذا لم يتم استخدامه.
إن من مميزات استخدام التقدير عبر الحاسوب هو أن الجراحين قادرون على الرؤية بشكل أكثر وضوحا واستعادة المحاذاة المحورية، وأيضا يستطيعون التأكد من إصابة الطرف ومطابقته ومحاذاته للطرف الغير مصاب.
توفر الجراحة بمساعدة الحاسوب دقة وأمانًا جراحيًا متزايدًا لكلا من المرضى والجراحين حيث أن وقت الإشعاع فيها أقل، ولاستخدامها تقنيات طفيفة التوغل مما يعني تلفًا أقل للأنسجة، وأيضا تساعد في تحسين التئام الجروح، وتقليل العدوى والندبات للمرضى.